# باز سینه‌ساده
باز سینه‌ساده (نام علمی: Accipiter ventralis) باز کوچکی است که از ونزوئلا تا غرب بولیوی توصیف شده است. اغلب آرایه‌شناسان، از جمله انجمن پرنده‌شناسی آمریکا، معمولاً آن را زیرگونه‌ای از "باز ساق‌تیز" در نظر می‌گیرند، اما این رده‌بندی هنوز حل نشده است، زیرا برخی از مقامات، گونه جنوبی را به عنوان سه گونه مجزا در نظر می‌گیرند: باز سینه‌سفید (نام علمی: A. chionogaster)، باز سینه‌ساده و باز ران‌حنایی (نام علمی: A. erythronemius).

## زیستگاه
باز سینه‌ساده در ارتفاعات استوایی بالا تا معتدله یافت می‌شود. عمدتا در ارتفاعات ۳۰۰–۳٬۰۰۰ متر (۹۸۰–۹٬۸۴۰ فوت)، اما گاهی از پایین تا نزدیک سطح دریا و از بالا تا ۴٬۰۰۰ متر (۱۳٬۰۰۰ فوت) دیده می‌شود.

## حفاظت
باز سینه‌ساده نسبتاً فراوان است (اما به دلیل رفتار پنهانی آنها به راحتی نادیده گرفته می‌شود) و در حال حاضر ایمن در نظر گرفته می‌شود.